# Kvalitativ dataanalys
Kvalitativ dataanalys är en metod för att med hjälp av mjukvara analysera språkliga mönster i digitala texter. Metoden är semi-automatisk, dvs en mänsklig analytiker guidar manuellt en mjukvara som körs på en dator. Analytikern läser igenom texter eller frekvenslistor av ord eller fraser och formar därefter kategorier som mjukvaran därefter låter köras över samtliga texter som undersöks. På så sätt kvantifieras kvalitativa egenskaper i texten och språkliga mönster framträder på ett överblickbart sätt. 
Exempel på syften kan vara:
- Litteraturstudier för att avgöra stilistik (stylometri) hos en viss författare eller verk
- Studiet av psykologiska karaktärsdrag hos författaren [1]
- Sentimentanalys, dvs studie av huruvida t.ex. en företag eller produkt omnämns positivt, negativt eller neutralt
- Ämneskategorisering för att exempelvis sortera inkommande e-post och vidarebefordra till rätt mottagare inom en organisation